# William Rockefeller
William Avery Rockefeller, ml. (Richford, New York, 31. svibnja 1841. – Tarrytown, New York, 24. lipnja 1922., američki poduzetnik i industrijalac, uz brata Johna D., osnivač naftne tvrtke Standard Oil i graditelj moći obitelji Rockefeller.
Karijeru je započeo sa šesnaest godina obavljajući dužnost knjigovođe kod jednog mlinara u Clevelandu, Ohio. U dobi od dvadeset i jedne godine, otvorio je trgovačku firmu Hughes and Rockefeller, a na poziv brata Johna D., koji je bavio eksploatacijom nafte, pridružio mu se u poslu, tako što je postao šef izvozne djelatnosti u New Yorku, za firmu koja će 1870. godine postati poznata kao Standard Oil.
Iako se nije eksponirao u javnosti, kao njegov brat, obnašao je aktivnu ulogu u kompaniji. Rukovodio je ograncima firme u New Yorku i New Jerseyju do 1911. godine, kada je odlukom suda ugašena kompanija, radi izvršenja zakona protiv monopola. Iste godine je umirovljen, nakon čega se bavio vlastitim investicijama i vlasništvom u željeznici.

## Privatni život
Dana 25. svibnja 1864. oženio je Almiru Geraldine Goodsell (1844.—1920.) u Fairfieldu, Connecticut, s kojom je imao šestero djece:
- Lewis Edward Rockefeller (1865. – 1866.)
- Emma Rockefeller (1868. – 1934.)
- William Goodsell Rockefeller (1870. – 1922.)
- John Davison Rockefeller II. (1872. – 1877.)
- Percy Avery Rockefeller (1878. – 1934.)
- Ethel Geraldine Rockefeller (1882. – 1973.)